# 顾秉钧
顾秉钧（1873年—1922年4月6日），字衡斋，云南嵩明人，曾任云南军务司军需课长、富滇银行行长等职。

## 生平
清同治十二年（1873年），顾秉钧出生于云南省云南府嵩明州大营（今昆明市嵩明县嵩阳街道大营社区），幼时家境贫寒，随父务农。十二岁时，顾秉钧只身到昆明，在一家印书店当学徒，工作之余自学书文。二十岁时到云南粮饷局被服厂，并逐步晋升为被服厂主管。顾秉钧在被服厂工作期间，开始接触革命思想。1911年，昆明爆发“重九起义”，顾秉钧曾随顾品珍的起义军攻入昆明。云南军都督府成立后，顾秉钧被任命为军务司军需课长。1915年，袁世凯称帝，云南宣布独立，护国战争爆发，顾秉钧为云南军需负责人。1921年2月，顾秉钧被任命为富滇银行行长，还曾兼任云南造币厂厂长:98。
1922年4月6日，顾秉钧于五华山回家途中遇刺，刺客埋伏在武成路中和巷向其开枪，顾秉钧胸部被击中后去世。顾秉钧殉职后，云南省政府发文厚葬，并举行公祭；袁嘉谷曾为其亲书墓志铭。墓前有始建于1927年的纪念石碑亭，1997年重修:98。